# Stoffelskuppe
Die Stoffelskuppe oder Stopfelskuppe ist ein 620,1 m ü. NHN hoher Berg in der Vorderen Rhön bzw. im Salzunger Werrabergland. Er liegt bei Roßdorf im thüringischen Landkreis Schmalkalden-Meiningen (Deutschland).

## Geographie

### Lage
Die Stoffelskuppe erhebt sich im Nordosten des Biosphärenreservats Rhön und – mit ihrer Gipfelregion – im Gemeindegebiet des südlich liegenden Roßdorf (Landkreis Schmalkalden-Meiningen); bis auf etwa 550 m Höhe des Westhangs reicht das Gemeindegebiet von Dermbach (Wartburgkreis). Die Ortschaft Roßdorf liegt 2,9 km südlich des Gipfels und der Dermbacher Ortsteil Bernshausen 1,65 km westlich. Beim nordnordöstlich befindlichen Roßdorfer Tor (526,6 m) stößt die Dermbacher Gemeindegrenze auf jene der Gemeinden Breitungen im Ostnordosten und Rosa (beide Landkreis Schmalkalden-Meiningen) im Südosten. Etwas nordwestlich des Roßdorfer Tores breitet sich das Gemeindegebiet von Bad Salzungen (Wartburgkreis) aus.
Auf dem unteren Teil vom Westhang des Berges liegt der Erdfallsee Bernshäuser Kutte. Nordöstlicher Nachbarberg ist der 2,4 km entfernte Pleß (645,4 m).

### Naturräumliche Zuordnung
Die Stoffelskuppe wird landläufig als einer der nordöstlichsten Berge der Vorderen Rhön angesehen. Naturräumlich zählte ihn die Bundesanstalt für Landeskunde bereits zum Salzunger Werrabergland, die Thüringer Landesanstalt für Umwelt und Geologie indes noch zur (Vorder-)Rhön. Genetisch ist die Kuppe klar ein Berg des Rhön-Vulkanismus, liegt jedoch inmitten des Buntsandsteins des Werraberglandes.
Laut Bundesanstalt für Landeskunde gehört die Stoffelskuppe in der naturräumlichen Haupteinheitengruppe Osthessisches Bergland (Nr. 35) und in der Haupteinheit Salzunger Werrabergland (359) zur Untereinheit Stadtlengsfelder Hügelland (359.0).

## Geologie
Der morphologisch harte Basaltstein der Stoffelskuppe hat weichere Buntsandsteinschichten vor Abtragung bewahrt. Ihre Basalthaube blieb als Härtling als Rest einer früheren Basaltdecke erhalten. Ihr Südhang wird von einer natürlich entstandenen Blockschutthalde aus Basalt eingenommen, die auch den im Untergrund vorhandenen Sandstein teilweise überdeckt. Der Basalt wurde als mäßig kieselsäurereicher, glasreicher Feldspatbasalt (in der glasreichen Form oft Limburgit genannt) bestimmt.

## Natur und Schutzgebiete
Die artenreichen Trocken- und Schuttwald der Stoffelskuppe werden forstlich nicht mehr genutzt und haben sich zu urwaldartigen Beständen entwickelt. Die Blockhalden des Berges sind Lebensraum seltener Flechten, Laubmoose und Tierarten und aus Sicht des Artenschutzes bedeutsam. Charakteristisch für die Halden ist das an seinen langen Glashaaren zu erkennenende Wollige Zackenmützenmoos (Racomitrium lanuginosum), das in Deutschland als sehr selten eingestuft wird. Über die Blöcke klettern oft Zwergspitzmäuse (Sorex minutus).
Auf der Gipfelregion und Hochlagenteilen des Südhangs der Stoffelskuppe liegt das Naturschutzgebiet Stoffelskuppe (CDDA-Nr. 165752; 1961 ausgewiesen; 22,68 ha groß). Auf dem Berg breiten sich Teile des Landschaftsschutzgebiets Thüringische Rhön (CDDA-Nr. 20897; 1989 ausgewiesen; 631,8923 km²), des Fauna-Flora-Habitat-Gebiets Pleß-Stoffelskuppe-Bernshäuser Kutte (FFH-EU-Nr. 5227-301; TH-Nr. 87; 15,7 km²; im europäischen Schutzgebietssystem Natura 2000) und des Vogelschutzgebiets Thüringische Rhön (VSG-Nr. 5326-401; 199,49 km²) aus.

## Wandern
Verschiedene Wanderwege und Pfade führen auf die Stoffelskuppe. Über den Ost- und Südhang verläuft der 175 km lange Fernwanderweg Hochrhöner. Über den Osthang, um den Berg herum, zum bergnahen Schönsee, durch Bernshausen und vorbei an der Bernshäuser Kutte führt der 8,8 km lange Rhön-Rundweg Urnshausen 3. Ausgangsorte für Wanderungen sind beispielsweise die am Berg gelegenen Ortschaften Bernshausen, Roßdorf, Rosa und Urnshausen. Von der Gipfelregion ergibt sich bei guten Sichtbedingungen der Blick auf Berge und Täler im Norden der Rhön.

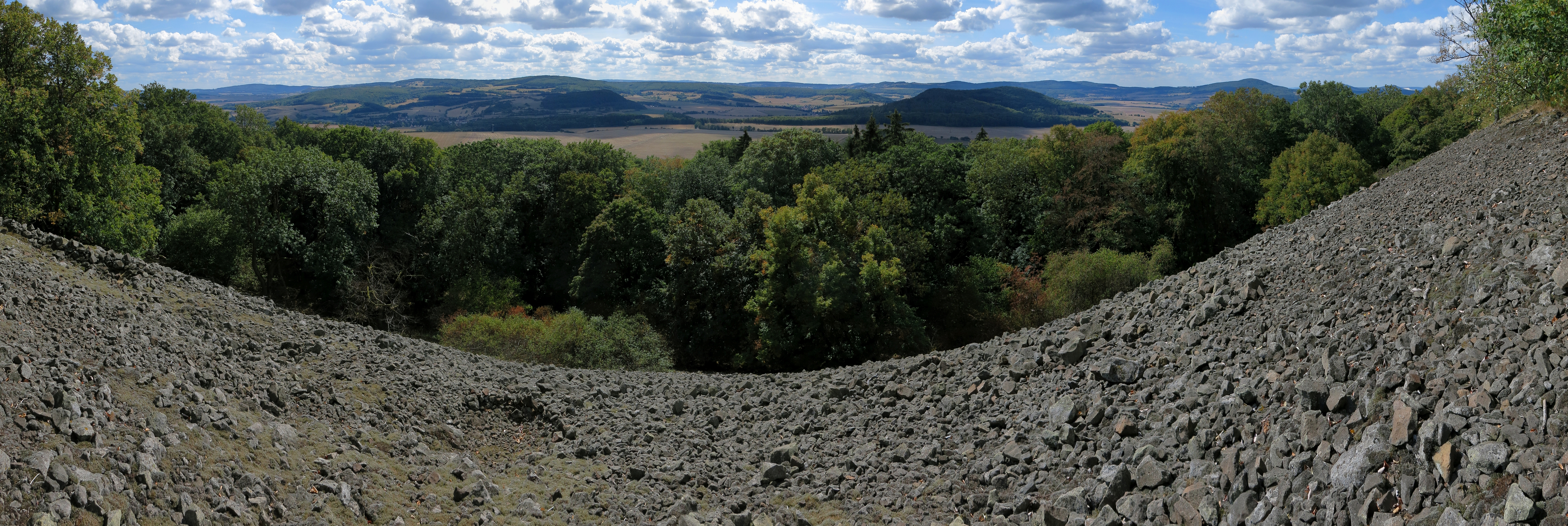
Blick über die Blockhalde in die Rhön